# João da Capadócia
João da Capadócia ou João, o Capadócio, também conhecido como João oriental (Iohannis Orientalis), foi um oficial bizantino do século IV que exerceu a função de prefeito pretoriano do Oriente entre 532 e 541 sob o imperador Justiniano (r. 527–565).